# Danh sách di sản văn hóa Tây Ban Nha được quan tâm ở hạt Baix Penedès (tỉnh Tarragona)
Danh sách di sản văn hóa Tây Ban Nha được quan tâm ở hạt Baix Penedès (tỉnh Tarragona)

## Di tích theo thành phố

### A

#### Albinyana(Albinyana)
| Tên              | Dạng              | Địa điểm | Tọa độ                                        | Số hồ sơ tham khảo? | Ngày nhận danh hiệu? | Hình ảnh     |
| ---------------- | ----------------- | -------- | --------------------------------------------- | ------------------- | -------------------- | ------------ |
| Lâu đài Albiñana | Di tích Lâu đài   | Albiñana | 41°14′29″B 1°28′32″Đ / 41,24131°B 1,47551°Đ   | RI-51-0006549       | 08-11-1988           | Upload image |
| Hang Vallmajor   | Khu khảo cổ Cueva | Albiñana | 41°14′17″B 1°28′30″Đ / 41,238054°B 1,474989°Đ | RI-55-0000501       | 09-10-1995           | Upload image |

#### Arbós(L'Arboç)
| Tên                      | Dạng            | Địa điểm | Tọa độ                                        | Số hồ sơ tham khảo? | Ngày nhận danh hiệu? | Hình ảnh                             |
| ------------------------ | --------------- | -------- | --------------------------------------------- | ------------------- | -------------------- | ------------------------------------ |
| Nhà thờ San Julián Arbós | Di tích Nhà thờ | Arbós    | 41°16′04″B 1°36′15″Đ / 41,267897°B 1,604202°Đ | RI-51-0012083       | 23-10-2007           | Iglesia de San Julián · Upload image |
| Tháp Papiol              | Di tích Tháp    | Arbós    | 41°17′01″B 1°36′13″Đ / 41,283578°B 1,603492°Đ | RI-51-0006575       | 08-11-1988           | Upload image                         |

### B

#### Banyeres del Penedès(Banyeres del Penedès)
| Tên                                                     | Dạng            | Địa điểm | Tọa độ                                        | Số hồ sơ tham khảo? | Ngày nhận danh hiệu? | Hình ảnh                              |
| ------------------------------------------------------- | --------------- | -------- | --------------------------------------------- | ------------------- | -------------------- | ------------------------------------- |
| Nhà Murada                                              | Di tích Tháp    | Bañeras  | 41°16′26″B 1°31′43″Đ / 41,273828°B 1,5286°Đ   | RI-51-0006582       | 08-11-1988           | La Casa Murada · Upload image         |
| Lâu đài Bañeras hay Guardia Banyeres (Lâu đài Banyeres) | Di tích Lâu đài | Bañeras  | 41°16′52″B 1°34′43″Đ / 41,281242°B 1,578588°Đ | RI-51-0006581       | 08-11-1988           | La Guardia de Banyeres · Upload image |

#### Bellvey(Bellvei)
| Tên                     | Dạng            | Địa điểm | Tọa độ                                        | Số hồ sơ tham khảo? | Ngày nhận danh hiệu? | Hình ảnh                        |
| ----------------------- | --------------- | -------- | --------------------------------------------- | ------------------- | -------------------- | ------------------------------- |
| Mas Muga                | Di tích Lâu đài | Bellvey  | 41°13′14″B 1°34′22″Đ / 41,220634°B 1,572648°Đ | RI-51-0006589       | 08-11-1988           | Mas de la Muga · Upload image   |
| Tháp Bellvey (Can Roig) | Di tích Tháp    | Bellvey  | 41°14′28″B 1°34′36″Đ / 41,241006°B 1,576564°Đ | RI-51-0006590       | 08-11-1988           | Torre de Bellvey · Upload image |

### C

#### Calafell
| Tên              | Dạng            | Địa điểm | Tọa độ                                       | Số hồ sơ tham khảo? | Ngày nhận danh hiệu? | Hình ảnh                            |
| ---------------- | --------------- | -------- | -------------------------------------------- | ------------------- | -------------------- | ----------------------------------- |
| Nhà Vieja Segur  | Di tích         | Calafell |                                              | RI-51-0006602       | 08-11-1988           | Upload image                        |
| Lâu đài Calafell | Di tích Lâu đài | Calafell | 41°12′06″B 1°34′06″Đ / 41,20155°B 1,568314°Đ | RI-51-0006601       | 08-11-1988           | Castillo de Calafell · Upload image |
| Talaia Calafell  | Di tích         | Calafell | 41°11′58″B 1°35′27″Đ / 41,199319°B 1,59095°Đ | RI-51-0006604       | 08-11-1988           | Upload image                        |
| Tháp Viola       | Di tích Tháp    | Calafell | 41°11′48″B 1°34′54″Đ / 41,19673°B 1,581755°Đ | RI-51-0006603       | 08-11-1988           | Torre de Viola · Upload image       |

#### Cunit
| Tên           | Dạng            | Địa điểm | Tọa độ                                        | Số hồ sơ tham khảo? | Ngày nhận danh hiệu? | Hình ảnh                         |
| ------------- | --------------- | -------- | --------------------------------------------- | ------------------- | -------------------- | -------------------------------- |
| Lâu đài Cunit | Di tích Lâu đài | Cunit    | 41°11′50″B 1°37′58″Đ / 41,197222°B 1,632778°Đ | RI-51-0006620       | 08-11-1988           | Castillo de Cunit · Upload image |

### L

#### La Bisbal del Penedès(La Bisbal del Penedès)
| Tên                    | Dạng            | Địa điểm              | Tọa độ                                        | Số hồ sơ tham khảo? | Ngày nhận danh hiệu? | Hình ảnh                             |
| ---------------------- | --------------- | --------------------- | --------------------------------------------- | ------------------- | -------------------- | ------------------------------------ |
| Lâu đài Bisbal Panadés | Di tích Lâu đài | La Bisbal del Panadés | 41°16′53″B 1°29′12″Đ / 41,281347°B 1,486737°Đ | RI-51-0006595       | 08-11-1988           | Castillo de La Bisbal · Upload image |
| Tháp Ortigós           | Di tích Tháp    | La Bisbal del Panadés | 41°17′01″B 1°31′06″Đ / 41,283622°B 1,518462°Đ | RI-51-0006596       | 08-11-1988           | Torre de Ortigós · Upload image      |
| Tháp Santa Cristina    | Di tích Tháp    | La Bisbal del Panadés | 41°16′18″B 1°26′25″Đ / 41,27175°B 1,440292°Đ  | RI-51-0006597       | 08-11-1988           | Upload image                         |

#### Llorenç del Penedès(Llorenç del Penedès)
| Tên             | Dạng            | Địa điểm | Tọa độ                                        | Số hồ sơ tham khảo? | Ngày nhận danh hiệu? | Hình ảnh                           |
| --------------- | --------------- | -------- | --------------------------------------------- | ------------------- | -------------------- | ---------------------------------- |
| Lâu đài Lloréns | Di tích Lâu đài | Lloréns  | 41°17′01″B 1°33′07″Đ / 41,283483°B 1,551891°Đ | RI-51-0006639       | 08-11-1988           | Castillo de Lloréns · Upload image |

### M

#### Montmell(El Montmell)
| Tên                | Dạng            | Địa điểm | Tọa độ                                        | Số hồ sơ tham khảo? | Ngày nhận danh hiệu? | Hình ảnh                              |
| ------------------ | --------------- | -------- | --------------------------------------------- | ------------------- | -------------------- | ------------------------------------- |
| Lâu đài Can Ferrer | Di tích Lâu đài | Montmell | 41°20′14″B 1°31′54″Đ / 41,337222°B 1,531667°Đ | RI-51-0006652       | 08-11-1988           | Castillo de Can Ferrer · Upload image |
| Lâu đài Marmellar  | Di tích Lâu đài | Montmell | 41°21′32″B 1°33′04″Đ / 41,358842°B 1,551011°Đ | RI-51-0006648       | 08-11-1988           | Castillo de Marmellar · Upload image  |
| Lâu đài Mas Mateu  | Di tích Lâu đài | Montmell | 41°17′19″B 1°24′54″Đ / 41,288556°B 1,414889°Đ | RI-51-0006707       | 08-11-1988           | Upload image                          |
| Lâu đài Montmell   | Di tích Lâu đài | Montmell | 41°19′51″B 1°27′25″Đ / 41,330858°B 1,457044°Đ | RI-51-0006649       | 08-11-1988           | Upload image                          |
| Tháp Milá          | Di tích Tháp    | Montmell | 41°20′00″B 1°27′49″Đ / 41,333307°B 1,46366°Đ  | RI-51-0006651       | 08-11-1988           | Torre Milá · Upload image             |
| Tháp Vallflor      | Di tích Tháp    | Montmell | 41°20′32″B 1°29′10″Đ / 41,342275°B 1,486181°Đ | RI-51-0006650       | 08-11-1988           | Upload image                          |

### S

#### Sant Jaume dels Domenys(Sant Jaume dels Domenys)
| Tên                     | Dạng            | Địa điểm               | Tọa độ                                        | Số hồ sơ tham khảo? | Ngày nhận danh hiệu? | Hình ảnh                                   |
| ----------------------- | --------------- | ---------------------- | --------------------------------------------- | ------------------- | -------------------- | ------------------------------------------ |
| Lâu đài nuevo Giminells | Di tích Lâu đài | San Jaime dels Domenys | 41°18′09″B 1°32′27″Đ / 41,30259°B 1,54087°Đ   | RI-51-0006713       | 08-11-1988           | Castillo nuevo de Giminells · Upload image |
| Lâu đài viejo Giminells | Di tích Lâu đài | San Jaime dels Domenys | 41°18′19″B 1°32′24″Đ / 41,305229°B 1,539982°Đ | RI-51-0006712       | 08-11-1988           | Castillo viejo de Giminells · Upload image |
| Masía Valldeflor        | Di tích Masía   | San Jaime dels Domenys |                                               | RI-51-0006715       | 08-11-1988           | Upload image                               |
| Tháp Lleger             | Di tích Tháp    | San Jaime dels Domenys | 41°17′38″B 1°34′46″Đ / 41,293919°B 1,579353°Đ | RI-51-0006714       | 08-11-1988           | Torre de Lleger · Upload image             |

#### Santa Oliva
| Tên                 | Dạng            | Địa điểm    | Tọa độ                                        | Số hồ sơ tham khảo? | Ngày nhận danh hiệu? | Hình ảnh                               |
| ------------------- | --------------- | ----------- | --------------------------------------------- | ------------------- | -------------------- | -------------------------------------- |
| Lâu đài Santa Oliva | Di tích Lâu đài | Santa Oliva | 41°15′15″B 1°32′59″Đ / 41,254031°B 1,549823°Đ | RI-51-0006720       | 08-11-1988           | Castillo de Santa Oliva · Upload image |

### V

#### El Vendrell(El Vendrell)
| Tên                         | Dạng            | Địa điểm                        | Tọa độ                                        | Số hồ sơ tham khảo? | Ngày nhận danh hiệu? | Hình ảnh                                          |
| --------------------------- | --------------- | ------------------------------- | --------------------------------------------- | ------------------- | -------------------- | ------------------------------------------------- |
| Lâu đài San Vicente Calders | Di tích Lâu đài | Vendrell San Vicente de Calders | 41°12′27″B 1°30′59″Đ / 41,207451°B 1,516321°Đ | RI-51-0006775       | 08-11-1988           | Castillo de San Vicente de Calders · Upload image |
| Corralito Virgilio          | Di tích         | Vendrell                        | 41°12′22″B 1°28′46″Đ / 41,206228°B 1,479497°Đ | RI-51-0006780       | 08-11-1988           | Upload image                                      |
| Mas Bombo                   | Di tích Tháp    | Vendrell                        | 41°13′10″B 1°32′42″Đ / 41,219343°B 1,544869°Đ | RI-51-0006778       | 08-11-1988           | Mas del Bombo · Upload image                      |
| Tháp Mas Francas            | Di tích Tháp    | Vendrell                        | 41°10′46″B 1°29′56″Đ / 41,179406°B 1,49875°Đ  | RI-51-0006779       | 08-11-1988           | Torre de Mas Francas · Upload image               |
| Tháp Botafocs               | Di tích Tháp    | Vendrell                        | 41°13′27″B 1°31′47″Đ / 41,224092°B 1,529694°Đ | RI-51-0006781       | 08-11-1988           | Torre del Botafocs · Upload image                 |
| Tháp Cinto                  | Di tích Tháp    | Vendrell                        | 41°12′48″B 1°32′04″Đ / 41,213371°B 1,534499°Đ | RI-51-0006777       | 08-11-1988           | Torre del Cinto · Upload image                    |
| Tháp Puig                   | Di tích Tháp    | Vendrell                        | 41°12′57″B 1°32′19″Đ / 41,215917°B 1,538607°Đ | RI-51-0006782       | 08-11-1988           | Torre del Puig · Upload image                     |
| Tháp Telégrafo              | Di tích Tháp    | Vendrell                        | 41°11′33″B 1°30′31″Đ / 41,192578°B 1,508711°Đ | RI-51-0006776       | 08-11-1988           | Torre del Telégrafo · Upload image                |